# Henry Sweet
Henry Sweet (Londen, 15 september 1845 – Oxford, 30 april 1912) was een Britse taalkundige en filoloog. 
Hij werd in 1901 lector in de fonetiek aan de Universiteit van Oxford, maar slaagde er niet in op te klimmen in de wetenschappelijke hiërarchie. Zijn studieresultaten waren daarvoor te mager en bovendien was hij nogal bot in zijn gedrag, waardoor hij mensen tegen zich innam.
Toch heeft Sweet een belangrijke bijdrage geleverd aan de filologie en de taalwetenschappen. Hij specialiseerde zich met name in het Oudengels en het Oudijslands en schreef handboeken die nu (herzien) nog steeds behoren tot het lesmateriaal aan universiteiten. 
Zijn A History of English Sounds was een mijlpaal in de geschiedenis van de fonetiek, en daarom wordt Sweet wel als oprichter van de moderne fonetiek beschouwd. Samen met Berthold Delbrück, Hermann Paul, Karl Verner, Karl Brugmann en Eduard Sievers wordt Sweet tot de Neogrammatici gerekend.
Tijdens de jaarlijkse algemene vergadering van de Linguistic Association of Great Britain wordt nog ieder jaar een Henry Sweet Lecture gehouden; voor dit college wordt steeds een andere bekende taalkundige aangezocht.
Sweet zou verder model hebben gestaan voor professor Higgins in de Pygmalion van G.B. Shaw. Dit wordt echter betwijfeld door onder meer Beverley Collins. Deze meent dat niet Sweet, maar de hoogleraar fonetiek Daniel Jones Shaws inspiratiebron was voor de figuur Higgins. Shaw zelf zegt in zijn voorwoord dat Higgins weliswaar niet op Sweet is gebaseerd, maar wel trekken van hem vertoont.
H.C. Wyld publiceerde een bibliografie en verzamelde geschriften van Henry Sweet.

## Een selectie uit het werk van Henry Sweet
- A History of English Sounds (1874)
- An Anglo-Saxon Reader (1876)
- A Handbook on Phonetics (1877)
- First Middle English Primer (1884)
- An Icelandic Primer (1895)
- The Student's Dictionary of Anglo-Saxon (1896)